# Sint-Jansbergklooster (Sneek)
Het Hospitaalklooster of Sint-Jansbergklooster (officieel: Hospitaal van den Sint Jansberg, ook wel Bergklooster, in de volksmond Johannieterklooster) is een voormalig klooster in de stad Sneek. Het klooster stond op de plaats waar nu de Algemene Begraafplaats is gevestigd.
Het klooster was een commanderij voor mannen, bewoond door Johannieters. Het klooster is ontstaan tussen 1284 en 1317 op een terp die, toentertijd, buiten de stad lag. De Johannieters huisden hier tussen ca. 1300 en 1580. Het klooster stond bekend vanwege zijn grootgrondbezit, dat zich uitstrekte tot aan Eemswoude en Osingahuizen. Daarnaast voerde men het patronaatsrecht over verschillende kerken (tot in Bolsward).
De gebouwen van het klooster werden in 1572, tijdens de Tachtigjarige Oorlog, afgebroken door burgers. De broeders verhuisden hierop naar een locatie binnen de stad. Op deze nieuwe locatie, aan de Kruizebroederstraat, is later het Kruisbroedersklooster Jeruzalem gesticht.
Tegenwoordig zijn de straten in De Loten en de Noordoosthoek naar het klooster vernoemd. Ook naam van de buurt Spitaal is afgeleid van het Hospitaalklooster.
Groendijk ·
Jeruzalem ·
Leeuwarderdijk ·
Oude Hospitaal ·
Sint Antonius Ziekenhuis ·
Sint-Jansberg